# Royal Scottish Academy

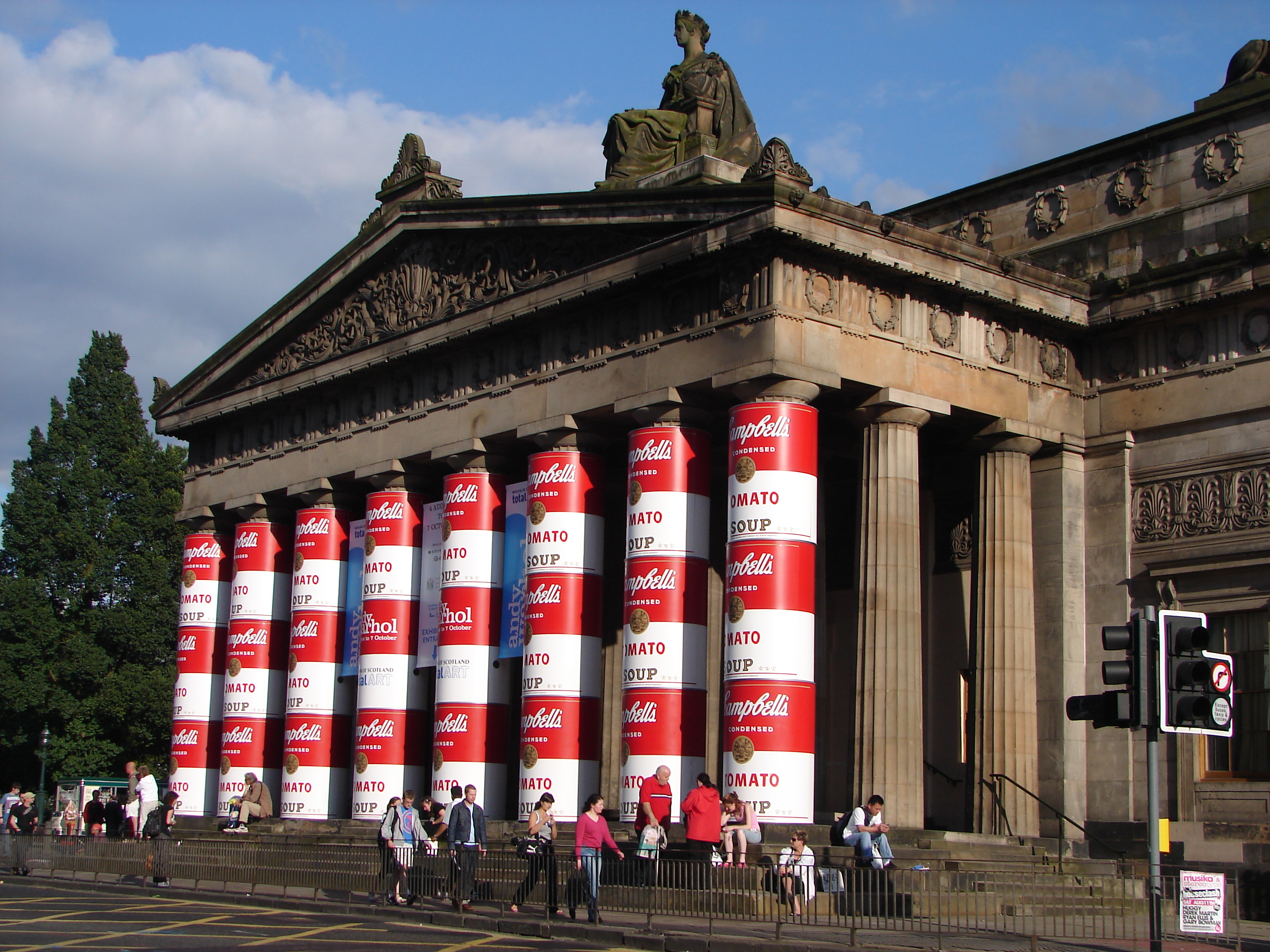
Il portico nord, decorato in occasione della mostra su Andy Warhol nel 20º anniversario della sua morte

La Royal Scottish Academy (Accademia Reale Scozzese) è un'organizzazione scozzese che promuove l'arte scozzese contemporanea. Fondata nel 1826 come Scottish Academy, divenne la Royal Scottish Academy (RSA) quando le fu concessa il royal charter (statuto reale) nel 1838. La RSA detiene una posizione unica in Scozia, in quanto è un'istituzione finanziata indipendentemente e gestita da importanti artisti e architetti, e che promuove e sostiene la creazione, interpretazione e l'apprezzamento delle arti visive per mezzo di mostre, esposizioni ed eventi culturali internazionali. La RSA è separata dalla Royal Academy of Arts di Londra, sebbene esistano collegamenti tra le due organizzazioni.
Oltre ad un continuo programma di mostre, la RSA amministra anche borse di studio, premi e residenze per gli artisti che vivono e lavorano in Scozia. La collezione storica della RSA con importanti opere d'arte e un vasto archivio di materiale relativo alla storia dell'arte e architettura scozzesi nel corso degli ultimi 180 anni sono alloggiati presso la Dean Gallery, e sono a disposizione dei ricercatori su appuntamento. Esposizioni di collezioni storiche sono allestite quando possibile.
L'Accademia viene ospitata dal 1911 presso il palazzo della Royal Scottish Academy nel centro di Edimburgo, chiamato The Mound, in Princes Street, nelle adiacenze della National Gallery of Scotland. L'edificio è gestito dalle National Galleries of Scotland, ma dal 1910 un Ordine concede alla RSA di tenere uffici amministrativi permanente nell'edificio stesso. Mostre ed esposizioni sono condivise con la galleria nazionale suddetta, e con altre organizzazioni (Società Espositive degli Artisti Scozzesi). Il palazzo, progettato originariamente dall'architetto scozzese William Henry Playfair, è stato recentemente rinnovato quale parte del Progetto Playfair (con galleria sotterranea di collegamento), e viene usato anche dalle National Galleries of Scotland.

## Accademici
La RSA è guidata da un corpo di eminenti artisti e soci architetti che comprendono un ampio spaccato dell'arte scozzese contemporanea. I membri sono conosciuti come Accademici e hanno il diritto di usare il titolo suffisso con le lettere RSA. Gli accademici sono eletti nell'Accademia dai loro pari. Ci sono anche Accademici Onorari (HRSA), tra cui il patrono della RSA, il Duca di Edimburgo. Dopo la modifica dello Statuto Supplementare nel 2005, una volta che gli Associati (ARSA) hanno presentato un'opera di diploma per la collezione permanente della RSA, hanno poi diritto a pieno titolo di fregiarsi del titolo di Accademico, cioè membro dell'Accademia. Il registro corrente d'iscrizione comprende 30 Accademici Onorari e 104 Accademici. Nel 2012, il Presidente della RSA era Arthur Watson; il Segretario era Marion Smith ed il Tesoriere era il Prof. Ian Howard.